# Ditte – ein Menschenkind
Ditte – ein Menschenkind ist ein in sozialdokumentarischen Bildern gehaltenes, dänisches Filmdrama aus dem Jahre 1946 von Bjarne Henning-Jensen mit Tove Maës in der Titelrolle. Die Geschichte basiert auf Roman Ditte Menneskebarn von Martin Andersen Nexø.

## Handlung
Die Geschichte spielt im ländlichen Dänemark. Das Mädchen Ditte wird unehelich geboren und von ihrer Mutter Sørine, die sich der Schande ausgesetzt sieht, keinen Mann für das Kind aufweisen zu können, früh verlassen. Dittes Großeltern Maren und Søren Mand kümmern sich daher um die Erziehung des Kindes. Nachdem Søren gestorben ist, wird Ditte die einzige Stütze der alten Frau. Ditte fühlt sich frühzeitig ungewollt, und es umgibt sie eine große Traurigkeit, dass nicht nur die Mutter fort ist, sondern dass sie wie viele andere Kinder dieser Zeit ebenfalls keinen Vater hat. Umso mehr freut sie sich darüber, dass der stets zu Schabernack und Streichen aufgelegte Lumpensammler Lars Peter ihre Mutter heiraten will und damit eine neue kleine Familie entstehen könnte. Ditte kehrt als Haushaltshilfe zur Mutter zurück und muss sich fortan um die drei kleinen Halbgeschwister kümmern. Die Armut der Familie ist allgegenwärtig und bestimmt aller Leben.
Aus Verzweiflung tötet Sørine in einem heftigen Streit ihre eigene Mutter. Die hatte nämlich das Geld, das der Vater von Dittes Erzeuger Sørines Vater zur Unterstützung und Erziehung Dittes mitgegeben hatte, nach dem Tod von Dittes Großvater nicht mehr herausrücken wollen. Nun muss Ditte trotz ihres jungen Alters die Pflichten und Verantwortung einer Hausfrau übernehmen. Im Laufe der Zeit entwickelt sich zwischen Ditte und Lars Peter eine innige Freundschaft. Eines Tages taucht ein Fremder auf. Es stellt sich heraus, dass es sich bei ihm um Lars Peters Bruder Johannes handelt, der seinen Lebensunterhalt als Scherenschleifer verdient. Johannes ist ein Traumtänzer mit großen Plänen im Kopf, zugleich aber auch ein Kleingauner, ein Taschendieb. Er wird zur großen Enttäuschung für die Familie, da er selbst gegenüber seinem Bruder lange Finger macht und diesen dadurch in große wirtschaftliche Not bringt.
Lars Peter zieht ans Meer und versucht, sich als Fischer etwas hinzuzuverdienen. Noch nicht erwachsen, wird Ditte nun noch mehr gefordert. Auf dem Bakkehof findet sie Arbeit als Dienstmagd. Karl, der ziemlich willensschwache Sohn des Bauern, steht unter der Fuchtel seiner Mutter Karen. Er verliebt sich in Ditte, die sich aber eher aus Mitleid denn aus Zuneigung mit ihm einlässt. Als Ditte von Karl schwanger wird, wiederholt sich in ihr das Schicksal der eigenen Mutter: Sie wird vom Hof gejagt. Zutiefst unglücklich kehrt Ditte ins Haus von Lars Peter zurück. Er ist der einzige Mensch, von dem sie jemals Güte und menschliche Wärme empfangen hat. Dittes Mutter wurde inzwischen aus dem Gefängnis entlassen, sie ist eine gebrochene und zutiefst verbitterte Frau geworden. Ditte, die Halbwüchsige, muss sich nun erneut um andere kümmern, diesmal um die hilflose Mutter und das eigene Kind, das sie erwartet.

## Produktionsnotizen
Ditte – ein Menschenkind entstand an verschiedenen dänischen Drehorten (Grønnehavegaard, Frederiksværk Køgehusgaard, Asserbo Skadereden, Asserbo Vestre Stræde 17, Kikhavn) und gilt als der erste international beachtete dänische Film nach dem Zweiten Weltkrieg. Der Film feierte seine Uraufführung am 20. Dezember 1946. Die deutsche Premiere war am 26. Mai 1950.
Der zur Drehzeit 21-jährige Erik Balling (später Regisseur der Olsen-Bande-Filme) gab hier sein Filmdebüt als Produktionsassistent. Die Ehefrau des Ditte-Regisseurs, Astrid Henning-Jensen, diente ihrem Gatten als Regieassistentin.

## Kritiken
Filmkritiker Georges Sadoul nannte Ditte – ein Menschenkind „eine feinfühlige Verfilmung des Romans von Andersen-Nexö.“
Reclams Filmführer schrieb: „Nüchterner Realismus und soziales, menschliches Engagement bestimmen den Stil des Films. Henning-Jensen hat es verstanden, Milieu und Landschaft geschickt in die Handlung einzubeziehen.“
Im Lexikon des Internationalen Films hieß es: „Exakte Schilderung von Milieu, Landschaft und Menschen in einem Film, der den internationalen Ruhm des sozial engagierten Ehepaars Henning-Jensen begründete.“